# Нафтопровід

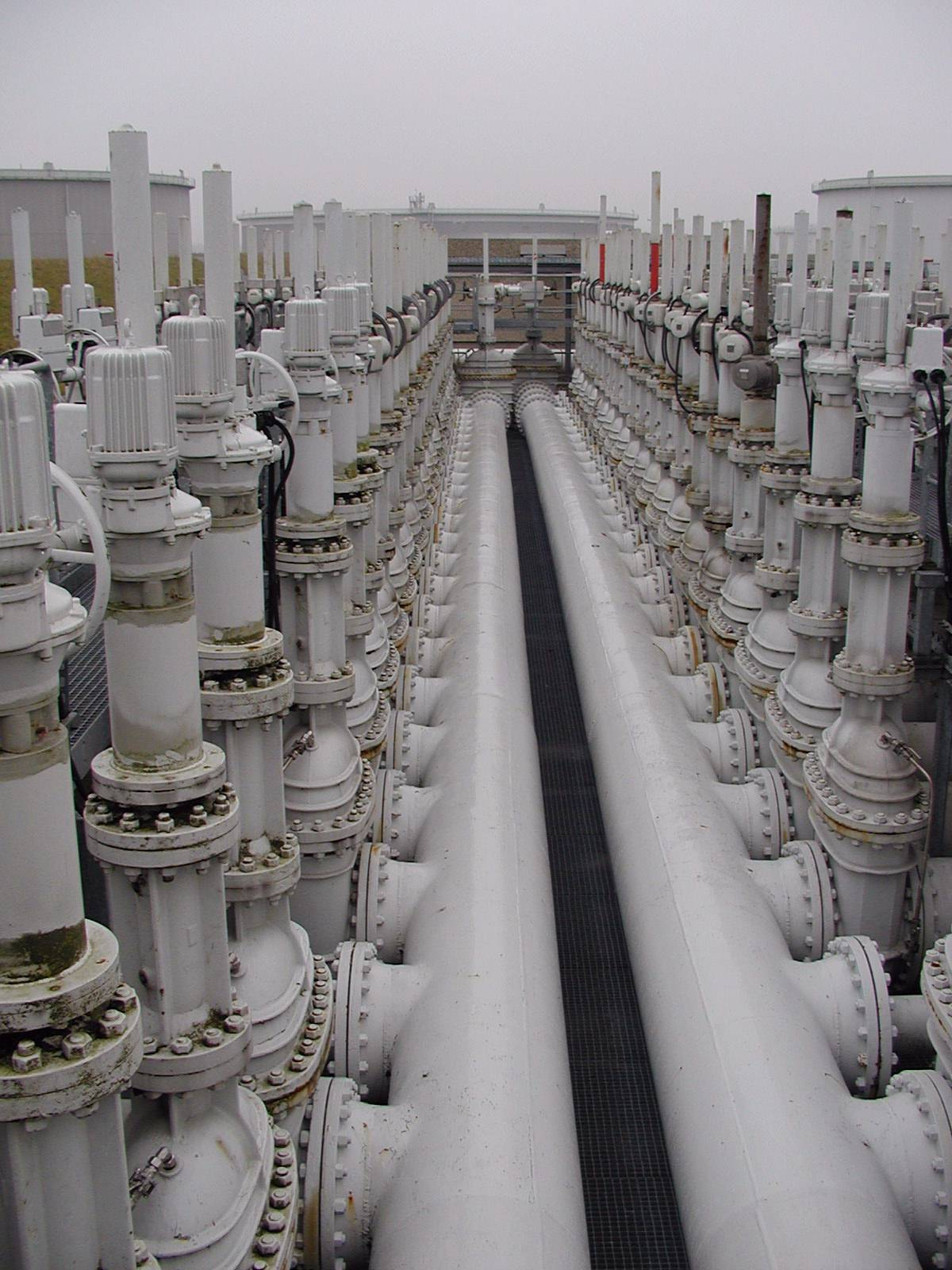
Центральний розподільний пункт резервуарного парку нафтопроводу, два клапани відкриті (червоні стовпчики)

Нафтопровід — сукупність споруд, за допомогою яких нафту переміщають з районів нафтовидобування до нафтосховищ і місць переробки.

## Історія
У 1874 році був прокладений масштабний на ті часи нафтопровід, довжина якого сягала 90 км, діаметр труби — 100 мм, через нього проходило 7500 барелів нафти в день. Нафтопровід поєднував Пенсільванію і Піттсбург.
На Каспії транспортування нафти  нафтогонами почалося з 1878 р. коли паровими помпами нафту компанія БраНобель почала транспортувати між Балаханськими промислами і заводом Нобелів у Чорному місті. За десятиріччя вже функціонував трубопровід Баку–Батумі. 
Наприкінці XIX ст. у США проект «Прибережний трубопровід» (Riverside pipeline) довжиною 110 миль повинен був поєднати Нафтовий район з Редінгською залізницею. У травні 1879 р. нафтопроводом пішла перша нафта. Це стало видатним технологічним досягненням — відкрило принципово новий етап у транспортуванні нафти.
З конкурентних міркувань «Стандарт ойл» наприкінці XIX ст. у стислі строки збудувала чотири свої нафтопроводи з Нафтового району до Клівленда, Нью-Йорка, Філадельфії та Буффало, створивши першу систему нафтопроводів США.
У ХХІ ст. мережа нафтопроводів у США є однією з найрозвиненіших у світі

## Класифікація
Є нафтопроводи внутрішні, місцеві і магістральні; наземні, підземні й підводні; самопливні (безнапірні) і несамопливні (напірні).

## Підготовка нафти до транспортування

### Видалення домішок
Обробка нафти з метою видалення компонентів (вода, мінеральні солі, механічні домішки, легкі вуглеводневі гази), що утруднюють її транспортування і наступну переробку. Наявність води в нафті призводить до подорожчання транспортування у зв'язку із збільшенням її об'ємів і підвищеною в'язкістю суміші нафти і води порівняно з чистою нафтою. Присутність мінеральних солей у вигляді кристалів у нафті і розчинених у воді викликає підсилену корозію металу обладнання та трубопроводів; механічних домішок — абразивне зношування нафтоперекачувального обладнання та трубопроводів і погіршення якості одержуваних нафтопродуктів. Крім того, домішки порушують технологічний режим переробки нафти. Через недостатню герметизацію систем збирання, транспортування і зберігання легкі вуглеводні (від етану до пентану) можуть втрачатися внаслідок випаровування. Названі причини зумовлюють необхідність П.н., яка включає зневоднення, знесолення та стабілізацію нафти. Якість П.н. регламентується стандартом. П.н. здійснюється на комплексних установках зневоднення, знесолення та стабілізації нафти, які об'єднані в єдину технологічну систему збирання та підготовки нафти і попутного газу на нафтовому промислі.

### Підігрівання нафти
Див. також Трубопровідне транспортування високов'язких нафт
Процес, що здійснюється з метою покращення реологічних властивостей та зниження в'язкості нафти (або водонафтової емульсії); проводиться на нафтових промислах при транспортуванні нафти далеким споживачам, на нафтопереробних заводах. На нафтовому промислі П.н. виконують біля гирл свердловин і на установках підготовки нафти при її де-емульсації (термічний спосіб або поєднання його з іншими) в трубчатих печах при т-рі 40-85 °С. На викидних лініях встановлюють гирлові нагрівачі, на збірних колекторах — печі підігрівання, трубопровідні підігрівачі, на магістральних трубопроводах — блочні автоматизовані печі підігрівання нафти. Нафтовий газ спалюють у печах (теплообмінних апаратах), які забезпечують нагрівання до температури 70 °С за робочого тиску до 1,6-16 МПа за рахунок тепловипромінювання від розжарених панелей безполум'яних газових пальників. Аналогічно підігрівають газ при газліфтній експлуатації нафтових свердловин. П.н. попереджує парафінізацію нафтопроводу, знижує втрати нафти при розвантажуванні із цистерн і танкерів, а також втрати енергії, які пов'язані з перекачуванням нафти по трубопроводах. Син. — підігрівання нафти шляхове.

## Послідовне перекачування нафт та нафтопродуктів
Послідовне перекачування нафт та нафтопродуктів — транспортування різносортних нафтопродуктів і нафт з різними фізико-хімічними властивостями одним магістральним трубопроводом послідовно (один продукт безпосередньо за другим). Продукти надходять у трубопровід на головній станції з окремих резервуарів і приймаються в резервуари на кінцевому пункті траси окремо один від одного так, щоб рідини не змішувалися. П.п. дає змогу максимально завантажити магістральний трубопровід, зменшити навантаження на інші види транспорту (залізничний, водний тощо). Крім того, транспортування різносортних нафт до нафтопереробних заводів методом П.п. дає змогу уникнути змішування нафт у резервуарах на головній станції трубопроводу і спростити технологію їх переробки.

## Основні заходи для забезпечення надійності магістральних нафтопроводів
- моніторинг режимів роботи МН;
- планово-попереджувальні ремонти обладнання МН;
- обстеження трас МН, у тому числі постійний нагляд та періодичні обстеження дільниць, що проходять у складних гірничо-геологічних умовах;
- внутрішньотрубна діагностика МН і приладові обстеження, ремонт виявлених дефектів за результатами ВТД та інших обстежень;
- комплексні обстеження корозійного стану МН, стану протикорозійного захисту та ремонту засобів ЕХЗ;
- ремонт МН із заміною протикорозійної ізоляції або дільниць трубопроводу;
- багатоступеневий контроль якості ремонту МН, у тому числі із застосуванням ВТД до початку гідровипробування змонтованих дільниць МН;
- обстеження і ремонт резервуарів;
- діагностування та ремонт обладнання нафтоперекачувальних станцій;
- зменшення споживання природного газу та підвищення ефективності використання паливно-енергетичних ресурсів;
- підвищення готовності (О)АВП(Б), підготовка кадрів;
- розробка та впровадження прогресивних нормативних документів;
- науково-технічна діяльність, співробітництво із провідними науковими організаціями.

## Основні принципи проектування трубопроводів на нафтових родовищах
Див. також Проектування трубопроводів нафтових родовищ
Усі трубопроводи, передбачені в комплексному проекті облаштування родовища, підлягають гідравлічному і тепловому розрахунку та розрахунку на міцність.
Збірні колектори, які транспортують газорідинні суміші, повинні проектуватися й розраховуватися з урахуванням темпу розбурювання експлуатаційних свердловин, кліматичних умов цього родовища, фізико-хімічних властивостей нафти, газу та пластової води.
Темпи розбурювання експлуатаційних свердловин і введення їх в експлуатацію є визначальними при виборі раціональних діаметрів збірних колекторів. При повільних темпах розбурювання, невеликих дебітах свердловин і горбистій або гористій місцевості проектуються два збірних колектори, рівновеликих за площею перетину одному великому, розрахованому на максимальну продуктивність усіх підключених до АГЗУ свердловин. Це збільшує витрати металу та запірної арматури, але дозволяє виключити пульсації тиску в збірних колекторах і транспортувати роздільно обводнену й необводнену нафту на УПН.
При великих темпах розбурювання експлуатаційних свердловин можна проектувати один збірний колектор на максимальну продуктивність усіх підключених до АГЗУ свердловин.
При проектуванні складної системи трубопроводів, які транспортують як однофазні, так і багатофазні рідини, потрібно керуватися розташуванням свердловин на родовищі (сіткою свердловин), їх початковими та кінцевими дебітами, рельєфом місцевості, фізико-хімічними властивостями флюїдів, що видобуваються з різних продуктивних горизонтів. Якщо в одному з горизонтів у нафті міститься багато сірководню (3 % мас.), то такий горизонт розбурюється самостійною сіткою свердловин, а збір, транспортування й підготовка цієї нафти здійснюється системою трубопроводів й устаткування, які захищені від корозійного руйнування.
За відомим розташуванням свердловин на родовищі з урахуванням рельєфу місцевості й кліматичних умов вибирають місця розташування групових замірних установок та траси трубопроводів.
Трасою трубопроводу називають нанесену на місцевості лінію, яка визначає положення осі трубопроводу. Ця лінія, нанесена на план місцевості, називається планом траси. Вертикальний розріз земної поверхні вздовж траси називається профілем траси. Поверхня профілю траси рідко буває горизонтальною, як правило, вона має горбисту або гористу форму, і тому трубопроводи, прокладені вздовж таких трас, називають умовно «рельєфними», тобто такими, які повторюють рельєф місцевості.
Для підземного чи наземного прокладання трубопроводів на площі родовища проводиться тимчасове (для підземного) і постійне (для надземного) відчуження сільськогосподарських земель. Після підземного прокладання трубопроводів, засипання траншей, технічної та біологічної рекультивації земель їх повертають до сільськогосподарського застосування.

## Попередження забруднення нафтопроводів та методи видалення відкладень
Забруднення викидних ліній і нафтозбірних колекторів, прокладених на території нафтового родовища, відбувається:
1) при недостатній швидкості потоку тверді частинки, які виносяться зі свердловин на поверхню разом з нафтою, осідають у нафтопроводі, зменшуючи його прохідний перетин;
2) за певних термодинамічних умов із спільного потоку нафти, газу і води випадають різні солі та парафіни, котрі створюють твердий осад, що важко руйнується;
3) при інтенсивній корозії руйнуються внутрішні стінки трубопроводів, унаслідок чого утворюється окалина, яка при низьких швидкостях потоку рідини осідає в трубопроводах, зменшуючи їх перетин.
При зборі й транспортуванні парафінистої нафти на площах родовищ особливі труднощі викликає випадіння і відкладення парафінів.
Нафтогазовидобувні підприємства застосовують різні методи запобігання та усунення відкладень парафіну і солей на стінках труб.
1. Застосування високонапірної (0,981 — 1,47 МПа) герметизованої системи збору нафти й газу значно знижує розгазування нафти і запобігає випаданню та відкладенню парафіну.
2. Застосування паропересувних установок (ППУ), високотемператур-ний пар яких направляється в запарафінені труби. Під дією високої температури пару відкладення парафіну плавляться і видаляються з трубопроводів.
3. Покриття внутрішньої поверхні трубопроводів лаками, епоксидними смолами та склопластиками, котрі знижують шорсткість труб.
4. Застосування поверхнево-активних речовин.
5. Застосування теплоізоляції, що сприяє збереженню високої температури нафти, яка одночасно буде і протикорозійним покриттям.
6. Застосування гумових куль (торпед), що періодично вводяться у викидні лінії біля гирла свердловин (у міру накопичення парафіну) й витягуються на групових замірних установках.

## Зовнішня і внутрішня корозія трубопроводів та методи їх захисту
Трубопроводи, прокладені на площі родовища, можуть піддаватися трьом видам корозії: атмосферній, ґрунтовій і внутрішній. Процес корозії протікає двома шляхами:
1) під впливом прямої хімічної дії середовища на метал (окиснення киснем повітря, взаємодія кислого і лужного середовищ);
2) унаслідок електрохімічних реакцій, що супроводжуються проходженням електричного струму між окремими ділянками поверхні металу.
Атмосферна корозія — це звичайне іржавіння труб, укладених на поверхні землі. Руйнівна дія атмосферної корозії невелика. Її легко можна усунути шляхом нанесення на поверхню труб олійних фарб або лаків.
Ґрунтова корозія трубопроводів найбільш небезпечна, а методи боротьби з нею складніші та значно дорожчі. Інтенсивність ґрунтової корозії залежить від хімічного складу ґрунту, його вологості, хімічного складу та неоднорідності металу. Наприклад, у сухому піску, який не містить солей, трубопровід може лежати тривалий час без помітних пошкоджень корозією, а у вологому солончаковому ґрунті він може зруйнуватися протягом одного року. Це пояснюється тим, що при виробництві сталевих труб важко досягти однорідності хімічного складу металу труби. Як правило, в тілі труби є вкраплення неоднорідних за хімічним складом частинок металу. Труби, укладені в траншею, за наявності в ній солей та вологи знаходяться в середовищі, аналогічному електролітичній ванні. У цих умовах неоднорідні частинки металу труб утворюють гальванопари, між якими виникає електричний струм. Перебіг електричного струму по тілу труби є результатом електрохімічних процесів, що виникають між різними металами, поміщеними в електроліт. У результаті виникнення електричного струму, що протікає від анода (металу з вищим потенціалом) до катода, анод руйнується. З анода, тобто труби, в електроліт — ґрунт прямують частинки металу у вигляді позитивно заряджених іонів, тому анод, руйнуючись, утворює в трубі отвори. Утворення гальванопар у металі труб може бути викликано не лише різницею у хімічному складі та щільності металу, але й різними усадковими напруженнями та деформацією труб, яка виникає в процесі перевезень. Різниця потенціалів між такими ділянками труби може досягати 1,5 В.
Внутрішня корозія стінок труб виникає в результаті контакту з рідинами, котрі мають кислі або лужні основи.
Крім корозії металів указаних видів, у нафтогазоводозбірній системі трубопроводів може виникнути також електрокорозія під впливом блукаючих струмів, викликаних їх витоками з рейок електротранспорту.
У зв'язку з тим, що трубопроводи, прокладені, на площах нафтогазовидобувних підприємств, піддаються корозії зсередини та зовні, їх захист здійснюється як із зовнішньої, так і з внутрішньої сторони.
До антикорозійного покриття труб пред'являються такі вимоги: водонепроникність, міцність зчеплення покриття з металом, надійна ізоляція від електричного струму, достатня міцність та здатність чинити опір механічним діям при засипанні траншеї, низька вартість.
Захист трубопроводів від ґрунтової корозії поділяється на пасивний і активний. Пасивний захист зводиться до ізоляції поверхні трубопроводу ізолюючими покриттями, в яких використовують бітуми та поліетиленові і полівінілхлоридні плівки.
Бітумні покриття наносять шарами на суху, очищену до металевого блиску поверхню труб, потім труби покриваються гідроізяцією. Але із часом бітумні покриття втрачають свої захисні властивості.
Усе більше застосування знаходять ізоляційні покриття на основі полімерів. Високі властивості міцності полімерів у поєднанні з їх хімічною стійкістю забезпечують ефективний захист трубопроводів. Ці покриття технологічні та економічні: трудомісткість їх нанесення у 2 — 4 рази, а матеріаломісткість у 8 — 10 разів менша за бітумні. Полімерні покриття для ізоляції застосовують у вигляді липкої стрічки, на яку нанесений клей. Стрічку наносять на очищений і заґрунтований очисними машинами трубопровід.
Зовнішній захист труб від корозії не може залишатися ефективним протягом усього періоду експлуатації трубопроводу. Тому через деякий час (6 — 10 років) споруджують катодний або протекторний (активний) захист трубопроводів.
При активному захисті процеси корозії переносяться з трубопроводу на заземлюючі пристрої (аноди), тобто руйнується не трубопровід, а металевий анод.

## Нафтопроводи України
Див. також Нафтотранспортна система України
Нафтотранспортна система України, що знаходиться в експлуатації ОАО «Укртранснафта», складається з 18 магістральних нафтопроводів (МН) загальною довжиною 4578,6 км. Географічне розташування України дозволяє задіяти різноманітні джерела постачання нафти незалежними шляхами із Азербайджану, Казахстану, Туркменістану, країн Ближнього і Середнього Сходу та ін., при цьому суттєво посиливши роль держави-транзитера між нафтодобувними країнами Каспійського регіону і важливими ринками збуту в Європі.

## Окремі нафтопроводи
- Дружба (нафтопровід)
- Нафтопровід Одеса-Броди
- Нафтопровід Жулин — Надвірна
- Південноєвропейський нафтопровід
- Нафтопровід Баку — Тбілісі — Джейхан
- Нафтопровід Східний Сибір — Тихий Океан
- Трансаравійський нафтогін
- Трансадріатичний газопровід ‎
- Трансаляскінський нафтопровід ‎
- Трансальпійський нафтопровід ‎
- Транспанамський нафтопровід